# 长叶抱石越桔
长叶抱石越桔（学名：Vaccinium nummularia var. oblongifolium）为杜鹃花科越桔属下的一个变种。

## 扩展阅读
- 維基物種上的相關：长叶抱石越桔